# Hérbert Gutiérrez
Hérbert Gutiérrez Garcia (Roldanillo, 13 februari 1973) is een Colombiaans voormalig professioneel wielrenner. Hij begon z'n carrière in 2002 bij Colombia-Selle Italia maar was toen niet ingeschreven bij de UCI en mocht daardoor niet in Europa deelnemen aan wedstrijden. 

## Belangrijkste overwinningen
2001
- 3e etappe Clásico RCN

2003
- Colombiaans kampioen tijdrijden, Elite
- 1e etappe Ronde van Rio de Janeiro
- 2e etappe Ronde van Rio de Janeiro
- Eindklassement Ronde van Rio de Janeiro
- 12e etappe Ronde van Colombia

2004
- 12e etappe Ronde van Colombia

2007
- 1e etappe Clásico RCN

## Grote rondes
| Jaar | Ronde van Italië | Ronde van Frankrijk | Ronde van Spanje |
| ---- | ---------------- | ------------------- | ---------------- |
| 2002 |                  |                     |                  |
| 2003 |                  |                     |                  |
| 2004 |                  |                     | 111e             |
|      |                  |                     |                  |
| 2007 |                  |                     |                  |